# مجلس شيوخ داكوتا الشمالية
مجلس شيوخ داكوتا الشمالية (بالإنجليزية: North Dakota Senate)‏ هو مجلس شيوخ ولاية داكوتا الشمالية الأمريكية، يقع المقر الرئيسي له في North Dakota State Capitol ‏، وهو المجلس الأعلى في هيئة داكوتا الشمالية التشريعية.

## طالع أيضًا
- هيئة داكوتا الشمالية التشريعية